# Aktywa funduszu inwestycyjnego
Aktywa funduszu inwestycyjnego – cały majątek funduszu: środki pieniężne z tytułu wpłat uczestników [oraz – jeśli dopuszczalne w danym funduszu – papiery wartościowe i udziały w spółkach z ograniczoną odpowiedzialnością wniesione do funduszu inwestycyjnego przez uczestników], a także środki pieniężne oraz prawa nabyte przez fundusz wraz z pożytkami z tych praw, w tym należności finansowe. Aktywa te są własnością funduszu inwestycyjnego jako osoby prawnej, natomiast do uczestników funduszu inwestycyjnego należą wierzytelności wobec funduszu inwestycyjnego (jednostka uczestnictwa lub tytuły uczestnictwa) albo wyemitowane przez fundusz papiery wartościowe (certyfikat inwestycyjny).
Podmiotem zobowiązanym do dokonywania wyceny aktywów funduszu inwestycyjnego, ustalania zobowiązań (co także może być skutkiem działań inwestycyjnych – np. krótkie pozycje portfelowe, transakcje sell-buy-back) co prowadzi do ustalania wartości aktywów netto (funduszu) i wartości aktywów netto przypadających na jednostkę uczestnictwa [lub certyfikat inwestycyjny] jest sam fundusz inwestycyjny. Jako osoba prawna fundusz samodzielnie prowadzi księgi rachunkowe funduszu.
Podmiotem przechowującym aktywa funduszu inwestycyjnego oraz prowadzącym rejestr tych aktywów jest bank depozytariusz.  Aktywa funduszu inwestycyjnego – zgodnie z polskim prawem – są wyodrębnione z sumy bilansowej (i ewentualnie masy upadłościowej) banku pełniącego funkcję banku depozytariusza dla funduszu.
Podmiotem zarządzającym aktywami funduszu inwestycyjnego jest jego organ: towarzystwo funduszy inwestycyjnych, które często zleca zarządzanie portfelem lokat funduszu wyspecjalizowanej firmie (typu asset manager, mogącej zarządzać także np. portfelami klientów indywidualnych, firm, funduszy, ubezpieczycieli, banków).